# Rattus palmarum
Rattus palmarum is een knaagdier uit het geslacht Rattus dat voorkomt op het eiland Car Nicobar in de Nicobaren, een eilandengroep ten noorden van Sumatra die tot India behoort. Deze soort is waarschijnlijk het nauwste verwant aan R. burrus, die ook in de Nicobaren voorkomt.
R. palmarum heeft een ruige, dichte bruine rugvacht en een witte buikvacht. Het dier is groter en heeft een hardere vacht dan zijn verwant R. burrus. De kop-romplengte bedraagt 225 tot 230 mm, de staartlengte 220 tot 231 mm, de achtervoetlengte 45 tot 48 mm en de grootste schedellengte 49,0 tot 54,0 mm. Vrouwtjes hebben 10 paren van mammae.
Aziatische zwarte rat (Rattus tanezumi)
· Bruine rat (Rattus norvegicus)
· Engganorat (Rattus enganus)
· Nillubergrat (Rattus montanus)
· Polynesische rat (Rattus exulans)
· Rattus adustus
· Rattus andamanensis
· Rattus arfakiensis
· Rattus argentiventer
· Rattus arrogans
· Rattus baluensis
· Rattus blangorum
· Rattus bontanus
· Rattus burrus
· Rattus ceramicus
· Rattus colletti
· Rattus detentus
· Rattus elaphinus
· Rattus everetti
· Rattus facetus
· Rattus feileri
· Rattus feliceus
· Rattus fuscipes
· Rattus giluwensis
· Rattus hainaldi
· Rattus halmaheraensis
· Rattus hoffmanni
· Rattus hoogerwerfi
· Rattus jobiensis
· Rattus koopmani
· Rattus korinchi
· Rattus leucopus
· Rattus losea
· Rattus lugens
· Rattus lutreolus
· Rattus macleari
· Rattus marmosurus
· Rattus mindorensis
· Rattus mollicomulus
· Rattus mordax
· Rattus morotaiensis
· Rattus nativitatis
· Rattus nikenii
· Rattus niobe
· Rattus nitidus
· Rattus novaeguineae
· Rattus ombirah
· Rattus omichlodes
· Rattus osgoodi
· Rattus palmarum
· Rattus pelurus
· Rattus pococki
· Rattus praetor
· Rattus pyctoris
· Rattus ranjiniae
· Rattus richardsoni
· Rattus sakeratensis
· Rattus salocco
· Rattus sanila
· Rattus satarae
· Rattus simalurensis
· Rattus sordidus
· Rattus steini
· Rattus stoicus
· Rattus taliabuensis
· Rattus tawitawiensis
· Rattus timorensis
· Rattus tiomanicus
· Rattus tunneyi
· Rattus vandeuseni
· Rattus verecundus
· Rattus villosissimus
· Rattus xanthurus
· Zwarte rat (Rattus rattus)